# 巴尼特效应
巴尼特效应（英語：Barnett effect）指将一个不带电物体绕某一轴旋转时，此物体就沿此轴磁化。由美国物理学家塞缪尔·巴尼特受到欧文·理查森1908年预言的启发，于1915年发现。